# Blyberget
Blyberget är ett naturreservat omkring ett berg med detta namn i Älvdalens kommun i Dalarnas län.
Området är naturskyddat sedan 2018 och är 60 hektar stort. Reservatet består av granskog kring stenbrott för brytning av porfyr.